# Conesville (Ohio)
Conesville é uma vila localizada no estado norte-americano de Ohio, no Condado de Coshocton.

## Demografia
Segundo o censo norte-americano de 2000, a sua população era de 364 habitantes.
Em 2006, foi estimada uma população de 376, um aumento de 12 (3.3%).

## Geografia
De acordo com o United States Census Bureau tem uma área de
0,4 km², dos quais 0,4 km² cobertos por terra e 0,0 km² cobertos por água. Conesville localiza-se a aproximadamente 233 m acima do nível do mar.

## Localidades na vizinhança
O diagrama seguinte representa as localidades num raio de 16 km ao redor de Conesville.